# Eldor Šomurodov
Eldor Azamat oʻgʻli Šomurodov (* 29. června 1995) je uzbecký fotbalista, který hraje jako útočník za italský klub AS Řím, je kapitánem uzbecké reprezentace.
Šomurodov hrál v uzbecké lize za Mash'al Mubarek a Bunjodkor, poté hrál tři roky za Rostov v ruské Premier Lize. V roce 2020 přestoupil do Janova, klubu ze Serie A, za 8 milionů eur a o rok později do Říma za 17,5 milionu eur. Z klubu byl na hostování ve Spezii a Cagliari.
Poté, co pomohl reprezentaci do 20 let dostat se do čtvrtfinále Mistrovství světa ve fotbale hráčů do 20 let 2015, debutoval za seniorskou reprezentaci. Se 41 góly je historicky nejlepším střelcem reprezentace.